# Alexander Shatilov
Alexander Shatilov (né le 22 mars 1987 en RSS d'Ouzbékistan) est un gymnaste israélien, spécialiste du sol.

## Palmarès

### Jeux olympiques
- Pékin 2008
  - 8e au sol

- Londres 2012
  - 12e au concours général individuel
  - 6e au sol

### Championnats du monde
- Tokyo 2011
  -  médaille de bronze au sol
  - 13e au concours général individuel

- Rotterdam 2010
  - 4e  au sol
  - 10e au concours général individuel

- Londres 2009
  -  médaille de bronze au sol
  - 11e au concours général individuel

### Championnats d'Europe
- Milan 2009
  -  médaille de bronze au  sol
  - 8e au concours général individuel

- Berlin 2011
  -  médaille d'argent au sol

- Montpellier 2012
  -  médaille de bronze au sol

- Moscou 2013
  -  médaille d'or au sol

- Sofia 2014
  -  médaille de bronze au sol

- Montpellier 2015
  - 4e au sol
  - 5e à la barre fixe

- Berne 2016
  -  médaille de bronze au sol

- Cluj-Napoca 2017
  -  médaille de bronze au sol